# Божикова (Лодзинське воєводство)
Божикова (пол. Borzykowa) — село в Польщі, у гміні Житно Радомщанського повіту Лодзинського воєводства.
Населення — 298 осіб (2011).
У 1975—1998 роках село належало до Ченстоховського воєводства.

## Демографія
Демографічна структура станом на 31 березня 2011 року:
|          | Загалом | Допрацездатний вік | Працездатний вік | Постпрацездатний вік |
| -------- | ------- | ------------------ | ---------------- | -------------------- |
| Чоловіки | 151     | 18                 | 106              | 27                   |
| Жінки    | 147     | 27                 | 65               | 55                   |
| Разом    | 298     | 45                 | 171              | 82                   |